# 英国アカデミー賞 英国作品賞
英国アカデミー賞 英国作品賞（BAFTA Award for Best British Film）は、英国映画テレビ芸術アカデミーによって選出されるイギリスの作品を対象とした賞。
1947年度の第1回から1967年度の第21回まで続いた後にしばらく部門が存在しない状態となるが、1992年度の第46回より再び創設された。かつてはアレクサンダー・コルダ賞（Alexander Korda Award for Best British Film）とも呼ばれていた。

## 受賞と候補の一覧

### 1940年代
| 部門            | 映画                   | 監督                                          | プロデューサー                                |
| --------------- | ---------------------- | --------------------------------------------- | --------------------------------------------- |
| 1947年（第1回） |                        |                                               |                                               |
| 英国作品賞      | 『邪魔者は殺せ』       | キャロル・リード                              | キャロル・リード                              |
| 1948年（第2回） |                        |                                               |                                               |
| 英国作品賞      | 『落ちた偶像』         | キャロル・リード                              | キャロル・リード                              |
| 英国作品賞      | 『ハムレット』         | ローレンス・オリヴィエ                        | ローレンス・オリヴィエ                        |
| 英国作品賞      | 『オリヴァ・ツイスト』 | デヴィッド・リーン                            | ロナルド・ニーム                              |
| 英国作品賞      | Once a Jolly Swagman   | ジャック・リー                                | イアン・ダルリンプル                          |
| 英国作品賞      | 『赤い靴』             | マイケル・パウエル エメリック・プレスバーガー | マイケル・パウエル エメリック・プレスバーガー |
| 英国作品賞      | 『南極のスコット』     | チャールズ・フレンド                          | マイケル・バルコン                            |
| 英国作品賞      | The Small Voice        | ファーガス・マクドネル                        | アンソニー・ハヴロック＝アラン                |
| 1949年（第3回） |                        |                                               |                                               |
| 英国作品賞      | 『第三の男』           | キャロル・リード                              | キャロル・リード                              |
| 英国作品賞      | 『カインド・ハート』   | ロバート・ハーメル                            | マイケル・バルコン                            |
| 英国作品賞      | Passport to Pimlico    | ヘンリー・コーネリアス                        | マイケル・バルコン                            |
| 英国作品賞      | 『スペードの女王』     | ソロルド・ディキンソン                        | アナトール・デ・グランワルド                  |
| 英国作品賞      | A Run for Your Money   | チャールズ・フレンド                          | マイケル・バルコン                            |
| 英国作品賞      | The Small Back Room    | マイケル・パウエル エメリック・プレスバーガー | マイケル・パウエル エメリック・プレスバーガー |
| 英国作品賞      | Whisky Galore!         | アレクサンダー・マッケンドリック              | マイケル・バルコン                            |

### 1950年代
| 部門             | 映画                                                         | 監督                                                   | プロデューサー                                                   |
| ---------------- | ------------------------------------------------------------ | ------------------------------------------------------ | ---------------------------------------------------------------- |
| 1950年（第4回）  |                                                              |                                                        |                                                                  |
| 英国作品賞       | 『兇弾』                                                     | ベイジル・ディアデン                                   | マイケル・バルコン                                               |
| 英国作品賞       | Chance of a Lifetime                                         | バーナード・マイルズ                                   | バーナード・マイルズ                                             |
| 英国作品賞       | 『暁の出航』                                                 | ロイ・ウォード・ベイカー                               | ジェイ・ルイス                                                   |
| 英国作品賞       | 『戦慄の七日間』                                             | ロイ・ボールティング ジョン・ボールティング            | ロイ・ボールティング ジョン・ボールティング                      |
| 英国作品賞       | 『絶壁の彼方に』                                             | シドニー・ギリアット                                   | シドニー・ギリアット フランク・ローンダー                        |
| 英国作品賞       | 『木馬』                                                     | ジャック・リー                                         | イアン・ダリンプル                                               |
| 1951年（第5回）  |                                                              |                                                        |                                                                  |
| 英国作品賞       | 『ラベンダー・ヒル・モブ』                                   | チャールズ・クライトン                                 | マイケル・バルコン                                               |
| 英国作品賞       | The Browning Version                                         | アンソニー・アスクィス                                 | テディ・ベアード                                                 |
| 英国作品賞       | The Magic Box                                                | ジョン・ボールティング                                 | ロナルド・ニーム                                                 |
| 英国作品賞       | The Magic Garden                                             |                                                        |                                                                  |
| 英国作品賞       | 『白衣の男』                                                 | アレクサンダー・マッケンドリック                       | マイケル・バルコン                                               |
| 英国作品賞       | No Resting Place                                             | ポール・ロータ                                         | コリン・レスリー                                                 |
| 英国作品賞       | The Small Miracle                                            | モーリス・クローシュ ラルフ・スマート                  | アンソニー・ハヴロック＝アラン                                   |
| 英国作品賞       | White Corridors                                              | パット・ジャクソン                                     | ジョン・クロイドン ジョセフ・ジャンニ                            |
| 1952年（第6回）  |                                                              |                                                        |                                                                  |
| 英国作品賞       | 『超音ジェット機』                                           | デヴィッド・リーン                                     | デヴィッド・リーン                                               |
| 英国作品賞       | Angels One Five                                              | ジョージ・モア・オフェラル                             | John W. Gossage デレク・N・ツイスト                              |
| 英国作品賞       | 『泣け!愛する祖国よ』                                        | ゾルタン・コルダ                                       | ゾルタン・コルダ アラン・ペイトン                                |
| 英国作品賞       | Mandy                                                        | アレクサンダー・マッケンドリック フレッド・F・シアーズ | マイケル・バルコン レスリー・ノーマン                            |
| 英国作品賞       | 『文化果つるところ』                                         | キャロル・リード                                       | キャロル・リード                                                 |
| 英国作品賞       | 『河』                                                       | ジャン・ルノワール                                     | ケネス・マケルドウニー ジャン・ルノワール                        |
| 1953年（第7回）  |                                                              |                                                        |                                                                  |
| 英国作品賞       | 『おかしなおかしな自動車競争』                               | ヘンリー・コーネリアス                                 | ヘンリー・コーネリアス                                           |
| 英国作品賞       | 『怒りの海』                                                 | チャールズ・フレンド                                   | レスリー・ノーマン                                               |
| 英国作品賞       | 『事件の核心』                                               | ジョージ・モア・オフェラル                             | イアン・ダルリンプル                                             |
| 英国作品賞       | The Kidnappers                                               | フィリップ・リーコック                                 | セルゲイ・ノルバンドフ Leslie Parkyn                             |
| 英国作品賞       | 『赤い風車』                                                 | ジョン・ヒューストン                                   | ジョン・ウルフ ジェームズ・ウルフ                                |
| 1954年（第8回）  |                                                              |                                                        |                                                                  |
| 英国作品賞       | 『ホブスンの婿選び』                                         | デヴィッド・リーン                                     | デヴィッド・リーン                                               |
| 英国作品賞       | Carrington V.C.                                              | アンソニー・アスクィス                                 | テディ・ベアード                                                 |
| 英国作品賞       | The Divided Heart                                            | チャールズ・クライトン                                 | マイケル・トルーマン                                             |
| 英国作品賞       | Doctor in the House                                          | ラルフ・トーマス                                       | ベティ・E・ボックス                                              |
| 英国作品賞       | 『ダーク・ボガードの 求婚物語/エンゲージリング・ストーリー』 | J・リー・トンプソン                                    | ケネス・ハーパー                                                 |
| 英国作品賞       | The Maggie                                                   | アレクサンダー・マッケンドリック                       | マイケル・トルーマン                                             |
| 英国作品賞       | 『紫の平原』                                                 | ロバート・パリッシュ                                   | ジョン・ブライアン                                               |
| 英国作品賞       | 『ロミオとジュリエット』                                     | レナート・カステラーニ                                 | サンドロ・ゲンツィ ジョゼフ・ジャンニ                            |
| 1955年（第9回）  |                                                              |                                                        |                                                                  |
| 英国作品賞       | 『リチャード三世』                                           | ローレンス・オリヴィエ                                 | ローレンス・オリヴィエ                                           |
| 英国作品賞       | 『コルディッツ物語』                                         | ガイ・ハミルトン                                       | アイヴァン・フォックスウェル                                     |
| 英国作品賞       | 『暁の出撃』                                                 | マイケル・アンダーソン                                 |                                                                  |
| 英国作品賞       | 『マダムと泥棒』                                             | アレクサンダー・マッケンドリック                       | セス・ホルト マイケル・バルコン                                  |
| 英国作品賞       | The Night My Number Came Up                                  | レス・ノーマン                                         | マイケル・バルコン                                               |
| 英国作品賞       | The Prisoner                                                 | ピーター・グレンヴィル                                 | ヴィヴィアン・コックス                                           |
| 英国作品賞       | 『暗黒大陸/マウマウ族の反乱』                                | ブライアン・デズモンド・ハースト                       | ピーター・デ・サリニー                                           |
| 1956年（第10回） |                                                              |                                                        |                                                                  |
| 英国作品賞       | 『殴り込み戦闘機隊』                                         | ルイス・ギルバート                                     | ダニエル・M・エンジェル                                          |
| 英国作品賞       | 『戦艦シュペー号の最後』                                     | マイケル・パウエル エメリック・プレスバーガー          | マイケル・パウエル エメリック・プレスバーガー                    |
| 英国作品賞       | The Man Who Never Was                                        | ロナルド・ニーム                                       | アンドレ・ハキム                                                 |
| 英国作品賞       | 『マレー死の行進/アリスのような町』                          | ジャック・リー                                         | ジョゼフ・ジャンニ                                               |
| 英国作品賞       | Yield to the Night                                           | J・リー・トンプソン                                    | ケネス・ハーパー                                                 |
| 1957年（第11回） |                                                              |                                                        |                                                                  |
| 英国作品賞       | 『戦場にかける橋』                                           | デヴィッド・リーン                                     | サム・スピーゲル                                                 |
| 英国作品賞       | 『王子と踊子』                                               | ローレンス・オリヴィエ                                 | ローレンス・オリヴィエ                                           |
| 英国作品賞       | The Shiralee                                                 | レス・ノーマン                                         | マイケル・バルコン ジャック・リックス                            |
| 英国作品賞       | 『反抗の渦』                                                 | ロナルド・ニーム                                       | ジョン・ブライアン                                               |
| 1958年（第12回） |                                                              |                                                        |                                                                  |
| 英国作品賞       | 『年上の女』                                                 | ジャック・クレイトン                                   | ジョン・ウルフ ジェームズ・ウルフ                                |
| 英国作品賞       | 『恐怖の砂』                                                 | J・リー・トンプソン                                    | W・A・ウィテカー                                                 |
| 英国作品賞       | 『無分別』                                                   | スタンリー・ドーネン                                   | スタンリー・ドーネン                                             |
| 英国作品賞       | 『私に殺された男』                                           | アンソニー・アスクィス                                 | アンソニー・ハヴロック＝アラン                                   |
| 英国作品賞       | 『熱砂の海』                                                 | ガイ・グリーン                                         | ロバート・S・ベイカー モンティ・バーマン                         |
| 1959年（第13回） |                                                              |                                                        |                                                                  |
| 英国作品賞       | 『サファイア』                                               | ベイジル・ディアデン                                   | マイケル・レルフ                                                 |
| 英国作品賞       | Look Back in Anger                                           | トニー・リチャードソン                                 | ハリー・サルツマン                                               |
| 英国作品賞       | 『北西戦線』                                                 | J・リー・トンプソン                                    | マルセル・ヘルマン                                               |
| 英国作品賞       | 『追いつめられて…』                                          | J・リー・トンプソン                                    | ジョン・ホークスワース レスリー・パーキン ジュリアン・ウィントル |
| 英国作品賞       | 『昨日の敵』                                                 | ヴァル・ゲスト                                         | マイケル・カレラス                                               |

### 1960年代
| 部門             | 映画                                                                                  | 監督                           | プロデューサー                                                |
| ---------------- | ------------------------------------------------------------------------------------- | ------------------------------ | ------------------------------------------------------------- |
| 1960年（第14回） |                                                                                       |                                |                                                               |
| 英国作品賞       | 『土曜の夜と日曜の朝』                                                                | カレル・ライス                 | トニー・リチャードソン                                        |
| 英国作品賞       | The Angry Silence                                                                     | ガイ・グリーン                 | リチャード・アッテンボロー ブライアン・フォーブス             |
| 英国作品賞       | The Trials of Oscar Wilde                                                             | ケン・ヒューズ                 | アーヴィング・アレン アルバート・R・ブロッコリ ハロルド・ハス |
| 英国作品賞       | Tunes of Glory                                                                        | ロナルド・ニーム               | コリン・レスリー                                              |
| 1961年（第15回） |                                                                                       |                                |                                                               |
| 英国作品賞       | 『蜜の味』                                                                            | トニー・リチャードソン         | トニー・リチャードソン                                        |
| 英国作品賞       | 『回転』                                                                              | ジャック・クレイトン           | ジャック・クレイトン                                          |
| 英国作品賞       | 『戦場の七人』                                                                        | レスリー・ノーマン             | マイケル・バルコン                                            |
| 英国作品賞       | 『サンダウナーズ』                                                                    | フレッド・ジンネマン           | ジェリー・ブラットナー                                        |
| 英国作品賞       | 『汚れなき瞳』                                                                        | ブライアン・フォーブス         | リチャード・アッテンボロー                                    |
| 1962年（第16回） |                                                                                       |                                |                                                               |
| 英国作品賞       | 『アラビアのロレンス』                                                                | デヴィッド・リーン             | サム・スピーゲル                                              |
| 英国作品賞       | 『奴隷戦艦』                                                                          | ピーター・ユスティノフ         | ピーター・ユスティノフ                                        |
| 英国作品賞       | 『或る種の愛情』                                                                      | ジョン・シュレシンジャー       | ジョゼフ・ジャンニ                                            |
| 英国作品賞       | The L-Shaped Room                                                                     | ブライアン・フォーブス         | リチャード・アッテンボロー ジェームズ・ウルフ                 |
| 英国作品賞       | Only Two Can Play                                                                     | シドニー・ギリアット           | レスリー・ギリアット                                          |
| 1963年（第17回） |                                                                                       |                                |                                                               |
| 英国作品賞       | 『トム・ジョーンズの華麗な冒険』                                                      | トニー・リチャードソン         | トニー・リチャードソン                                        |
| 英国作品賞       | Billy Liar                                                                            | ジョン・シュレシンジャー       | ジョゼフ・ジャンニ                                            |
| 英国作品賞       | 『召使』                                                                              | ジョゼフ・ロージー             | ジョゼフ・ロージー ノーマン・プリゲン                         |
| 英国作品賞       | 『孤独の報酬』                                                                        | リンゼイ・アンダーソン         | カレル・ライス                                                |
| 1964年（第18回） |                                                                                       |                                |                                                               |
| 英国作品賞       | 『博士の異常な愛情 または私は如何にして心配するのを止めて水爆を愛するようになったか』 | スタンリー・キューブリック     | スタンリー・キューブリック                                    |
| 英国作品賞       | 『ベケット』                                                                          | ピーター・グレンヴィル         | ハル・B・ウォリス                                             |
| 英国作品賞       | 『女が愛情に渇くとき』                                                                | ジャック・クレイトン           | ジェームズ・ウルフ                                            |
| 英国作品賞       | 『大列車作戦』                                                                        | ジョン・フランケンハイマー     | ジュールス・ブリッケン                                        |
| 1965年（第19回） |                                                                                       |                                |                                                               |
| 英国作品賞       | 『国際諜報局』                                                                        | シドニー・J・フューリー        | ハリー・サルツマン                                            |
| 英国作品賞       | 『ダーリング』                                                                        | ジョン・シュレシンジャー       | ジョゼフ・ジャンニ                                            |
| 英国作品賞       | 『丘』                                                                                | シドニー・ルメット             | ケネス・ハイマン                                              |
| 英国作品賞       | 『ナック』                                                                            | リチャード・レスター           | オスカー・レヴェンスティン                                    |
| 1966年（第20回） |                                                                                       |                                |                                                               |
| 英国作品賞       | 『寒い国から帰ったスパイ』                                                            | マーティン・リット             | マーティン・リット                                            |
| 英国作品賞       | 『アルフィー』                                                                        | ルイス・ギルバート             | ルイス・ギルバート                                            |
| 英国作品賞       | 『ジョージー・ガール』                                                                | シルヴィオ・ナリッツァーノ     | ロバート・A・ゴールドストン オットー・プラシュケス            |
| 英国作品賞       | 『モーガン』                                                                          | カレル・ライス                 | レオン・クローレ                                              |
| 1967年（第21回） |                                                                                       |                                |                                                               |
| 英国作品賞       | 『わが命つきるとも』                                                                  | フレッド・ジンネマン           | フレッド・ジンネマン                                          |
| 英国作品賞       | 『できごと』                                                                          | ジョゼフ・ロージー             | ジョゼフ・ロージー ノーマン・プリゲン                         |
| 英国作品賞       | 『欲望』                                                                              | ミケランジェロ・アントニオーニ | カルロ・ポンティ                                              |
| 英国作品賞       | 『恐怖との遭遇』                                                                      | シドニー・ルメット             | シドニー・ルメット                                            |

### 1990年代
| 部門                     | 映画                                                | 監督                       | プロデューサー                                                         |
| ------------------------ | --------------------------------------------------- | -------------------------- | ---------------------------------------------------------------------- |
| 1992年（第46回）         |                                                     |                            |                                                                        |
| アレクサンダー・コルダ賞 | 『クライング・ゲーム』                              | ニール・ジョーダン         | スティーヴン・ウーリー                                                 |
| 1993年（第47回）         |                                                     |                            |                                                                        |
| アレクサンダー・コルダ賞 | 『永遠の愛に生きて』                                | リチャード・アッテンボロー | ブライアン・イーストマン                                               |
| アレクサンダー・コルダ賞 | 『愛しすぎて/詩人の妻』                             | ブライアン・ギルバート     | マーク・サミュエルソン ハーヴェイ・カース ピーター・サミュエルソン     |
| アレクサンダー・コルダ賞 | 『ネイキッド』                                      | マイク・リー               | サイモン・チャニング＝ウィリアムズ                                     |
| アレクサンダー・コルダ賞 | 『レイニング・ストーンズ』                          | ケン・ローチ               | サリー・ヒビン                                                         |
| 1994年（第48回）         |                                                     |                            |                                                                        |
| アレクサンダー・コルダ賞 | 『シャロウ・グレイブ』                              | ダニー・ボイル             | アンドリュー・マクドナルド                                             |
| アレクサンダー・コルダ賞 | 『バック・ビート』                                  | イアン・ソフトリー         | フィノラ・ドワイヤー                                                   |
| アレクサンダー・コルダ賞 | Bhaji on the Beach                                  | グリンダ・チャーダ         | ナディン・マーシュ＝エドワーズ                                         |
| アレクサンダー・コルダ賞 | 『司祭』                                            | アントニア・バード         | ジョージ・フェイバー                                                   |
| 1995年（第49回）         |                                                     |                            |                                                                        |
| アレクサンダー・コルダ賞 | 『英国万歳!』                                       | ニコラス・ハイトナー       | デイヴィッド・パーフィット                                             |
| アレクサンダー・コルダ賞 | 『キャリントン』                                    | クリストファー・ハンプトン | ロナルド・シェドロ ジョン・マッグラス                                  |
| アレクサンダー・コルダ賞 | 『トレインスポッティング』                          | ダニー・ボイル             | アンドリュー・マクドナルド                                             |
| アレクサンダー・コルダ賞 | 『大地と自由』                                      | ケン・ローチ               | レベッカ・オブライエン                                                 |
| 1996年（第50回）         |                                                     |                            |                                                                        |
| アレクサンダー・コルダ賞 | 『秘密と嘘』                                        | マイク・リー               | サイモン・チャニング＝ウィリアムズ                                     |
| アレクサンダー・コルダ賞 | 『リチャード三世』                                  | リチャード・ロンクレイン   | リサ・カトセラス・パレ スティーヴン・ベイリー                          |
| アレクサンダー・コルダ賞 | 『ブラス!』                                         | マーク・ハーマン           | スティーヴ・アボット                                                   |
| アレクサンダー・コルダ賞 | 『カルラの歌』                                      | ケン・ローチ               | サリー・ヒビン                                                         |
| 1997年（第51回）         |                                                     |                            |                                                                        |
| アレクサンダー・コルダ賞 | 『ニル・バイ・マウス』                              | ゲイリー・オールドマン     | リュック・ベッソン ダグラス・アーバンスキー                            |
| アレクサンダー・コルダ賞 | 『フル・モンティ』                                  | ピーター・カッタネオ       | ウベルト・パゾリーニ                                                   |
| アレクサンダー・コルダ賞 | 『Queen Victoria 至上の恋』                         | ジョン・マッデン           | サラ・カーティス                                                       |
| アレクサンダー・コルダ賞 | Regeneration                                        | ギリーズ・マッキノン       | アラン・スコット ピーター・R・シンプソン                               |
| アレクサンダー・コルダ賞 | 『ボロワーズ/床下の小さな住人たち』                 | ピーター・ヒューイット     | ティム・ビーヴァン エリック・フェルナー レイチェル・タラレイ           |
| アレクサンダー・コルダ賞 | 『トゥエンティフォー・セブン』                      | シェーン・メドウス         | イモジェン・ウェスト                                                   |
| 1998年（第52回）         |                                                     |                            |                                                                        |
| アレクサンダー・コルダ賞 | 『エリザベス』                                      | シェーカル・カプール       | アリソン・オーウェン エリック・フェルナー ティム・ビーヴァン           |
| アレクサンダー・コルダ賞 | 『ほんとうのジャクリーヌ・デュ・プレ』              | アナンド・タッカー         | アンドリュー・ペイターソン ニコラス・ケント                            |
| アレクサンダー・コルダ賞 | 『リトル・ヴォイス』                                | マーク・ハーマン           | エリザベス・カールセン                                                 |
| アレクサンダー・コルダ賞 | 『ロック、ストック&トゥー・スモーキング・バレルズ』 | ガイ・リッチー             | マシュー・ヴォーン                                                     |
| アレクサンダー・コルダ賞 | 『スライディング・ドア』                            | ピーター・ハウイット       | シドニー・ポラック フィリッパ・ブレイスウェイト ウィリアム・ホーバーグ |
| 1999年（第53回）         |                                                     |                            |                                                                        |
| アレクサンダー・コルダ賞 | 『ぼくの国、パパの国』                              | ダミアン・オドネル         | レスリー・ウドウィン                                                   |
| アレクサンダー・コルダ賞 | 『ノッティングヒルの恋人』                          | ロジャー・ミッシェル       | ダンカン・ケンワーシー                                                 |
| アレクサンダー・コルダ賞 | 『トプシー・ターヴィー』                            | マイク・リー               | サイモン・チャニング＝ウィリアムズ                                     |
| アレクサンダー・コルダ賞 | 『ひかりのまち』                                    | マイケル・ウィンターボトム | ミシェル・カマーダ アンドリュー・イートン                              |
| アレクサンダー・コルダ賞 | 『ボクと空と麦畑』                                  | リン・ラムジー             | ギャヴィン・エマソン                                                   |
| アレクサンダー・コルダ賞 | 『オネーギンの恋文』                                | マーサ・ファインズ         | アイリーン・メイゼル サイモン・ボサンクエット                          |

### 2000年代
| 部門                     | 映画                                       | 監督                                | プロデューサー |
| ------------------------ | ------------------------------------------ | ----------------------------------- | --- |
| 2000年（第54回）         |                                            |                                     | |
| アレクサンダー・コルダ賞 | 『リトル・ダンサー』                       | スティーブン・ダルドリー            | グレッグ・ブレンマン ジョン・フィン                                                                                           |
| アレクサンダー・コルダ賞 | 『チキンラン』                             | ニック・パーク                      | ピーター・ロード デヴィッド・スプロクストン                                                                                   |
| アレクサンダー・コルダ賞 | 『セクシー・ビースト』                     | ジョナサン・グレイザー              | ジェレミー・トーマス |
| アレクサンダー・コルダ賞 | Last Resort                                | パヴェル・パヴリコフスキー          | ルース・キャレブ |
| アレクサンダー・コルダ賞 | The House of Mirth                         | テレンス・デイヴィス                | オリヴィア・スチュワート |
| 2001年（第55回）         |                                            |                                     | |
| アレクサンダー・コルダ賞 | 『ゴスフォード・パーク』                   | ロバート・アルトマン                | ボブ・バラバン デヴィッド・レヴィ                                                                                             |
| アレクサンダー・コルダ賞 | 『ブリジット・ジョーンズの日記』           | シャロン・マグアイア                | ティム・ビーヴァン ジョナサン・カヴェンディッシュ エリック・フェルナー                                                        |
| アレクサンダー・コルダ賞 | 『ハリー・ポッターと賢者の石』             | クリス・コロンバス                  | デヴィッド・ハイマン |
| アレクサンダー・コルダ賞 | 『アイリス』                               | リチャード・エアー                  | ロバート・フォックス スコット・ルーディン                                                                                     |
| アレクサンダー・コルダ賞 | 『ミー・ウィズアウト・ユー』               | サンドラ・ゴールドバッハー          | フィノラ・ドワイヤー |
| 2002年（第56回）         |                                            |                                     | |
| アレクサンダー・コルダ賞 | The Warrior                                | アシフ・カパディア                  | ベルトラン・フェヴル |
| アレクサンダー・コルダ賞 | 『めぐりあう時間たち』                     | スティーブン・ダルドリー            | ロバート・フォックス スコット・ルーディン                                                                                     |
| アレクサンダー・コルダ賞 | 『堕天使のパスポート』                     | スティーヴン・フリアーズ            | ロバート・ジョーンズ トレイシー・シーウォード                                                                                 |
| アレクサンダー・コルダ賞 | 『ベッカムに恋して』                       | グリンダ・チャーダ                  | ディーパク・ナーヤル |
| アレクサンダー・コルダ賞 | 『マグダレンの祈り』                       | ピーター・マラン                    | フランシス・ヒグソン |
| 2003年（第57回）         |                                            |                                     | |
| アレクサンダー・コルダ賞 | 『運命を分けたザイル』                     | ケヴィン・マクドナルド              | ジョン・スミッソン |
| アレクサンダー・コルダ賞 | 『コールド マウンテン』                    | アンソニー・ミンゲラ                | シドニー・ポラック ウィリアム・ホーバーグ アルバート・バーガー ロン・イェルザ                                                 |
| アレクサンダー・コルダ賞 | 『真珠の耳飾りの少女』                     | ピーター・ウェーバー                | アンディ・パターソン アナンド・タッカー                                                                                       |
| アレクサンダー・コルダ賞 | 『ラブ・アクチュアリー』                   | リチャード・カーティス              | ダンカン・ケンワーシー ティム・ビーヴァン エリック・フェルナー                                                                |
| アレクサンダー・コルダ賞 | 『イン・ディス・ワールド』                 | マイケル・ウィンターボトム          | アンドリュー・イートン アニタ・オーヴァーランド                                                                               |
| 2004年（第58回）         |                                            |                                     | |
| アレクサンダー・コルダ賞 | 『マイ・サマー・オブ・ラブ』               | パヴェル・パヴリコフスキー          | ターニャ・セガッチアン クリストファー・コリンズ                                                                               |
| アレクサンダー・コルダ賞 | 『ヴェラ・ドレイク』                       | マイク・リー                        | サイモン・チャニング＝ウィリアムズ アラン・サルド                                                                             |
| アレクサンダー・コルダ賞 | 『ハリー・ポッターとアズカバンの囚人』     | アルフォンソ・キュアロン            | デヴィッド・ハイマン クリス・コロンバス マーク・ラドクリフ                                                                    |
| アレクサンダー・コルダ賞 | 『ショーン・オブ・ザ・デッド』             | エドガー・ライト                    | ニラ・パーク |
| アレクサンダー・コルダ賞 | Dead Man's Shoes                           | シェーン・メドウス                  | マーク・ハーバート |
| 2005年（第59回）         |                                            |                                     | |
| アレクサンダー・コルダ賞 | 『ウォレスとグルミット 野菜畑で大ピンチ!』 | ニック・パーク スティーヴ・ボックス | クレア・ジェニングス デヴィッド・スプロクストン ボブ・ベイカー                                                                |
| アレクサンダー・コルダ賞 | 『ナイロビの蜂』                           | フェルナンド・メイレレス            | サイモン・チャニング＝ウィリアムズ ジェフリー・ケイン                                                                         |
| アレクサンダー・コルダ賞 | 『プライドと偏見』                         | ジョー・ライト                      | ティム・ビーヴァン エリック・フェルナー ポール・ウェブスター                                                                  |
| アレクサンダー・コルダ賞 | 『トリストラム・シャンディの生涯と意見』   | マイケル・ウィンターボトム          | アンドリュー・イートン マーティン・ハーディー                                                                                 |
| アレクサンダー・コルダ賞 | Festival                                   | アニー・グリフィン                  | クリストファー・ヤング |
| 2006年（第60回）         |                                            |                                     | |
| アレクサンダー・コルダ賞 | 『ラストキング・オブ・スコットランド』     | ケヴィン・マクドナルド              | アンドレア・カルダーウッド リサ・ブライアー チャールズ・スティール ピーター・モーガン                                         |
| アレクサンダー・コルダ賞 | 『クィーン』                               | スティーヴン・フリアーズ            | アンディ・ハリース クリスティーン・ランガン トレイシー・シーウォード ピーター・モーガン                                       |
| アレクサンダー・コルダ賞 | 『007 カジノ・ロワイヤル』                 | マーティン・キャンベル              | マイケル・G・ウィルソン バーバラ・ブロッコリ ニール・パーヴィス ロバート・ウェイド ポール・ハギス                             |
| アレクサンダー・コルダ賞 | 『ユナイテッド93』                         | ポール・グリーングラス              | ティム・ビーヴァン ロイド・レヴィン                                                                                           |
| アレクサンダー・コルダ賞 | 『あるスキャンダルについての覚え書き』     | リチャード・エアー                  | スコット・ルーディン ロバート・フォックス                                                                                     |
| 2007年（第61回）         |                                            |                                     | |
| アレクサンダー・コルダ賞 | 『THIS IS ENGLAND』                        | シェーン・メドウス                  | マーク・ハーバート |
| アレクサンダー・コルダ賞 | 『つぐない』                               | ジョー・ライト                      | ティム・ビーヴァン エリック・フェルナー ポール・ウェブスター                                                                  |
| アレクサンダー・コルダ賞 | 『ボーン・アルティメイタム』               | ポール・グリーングラス              | パトリック・クロウリー フランク・マーシャル ポール・L・サンドバーグ ダグ・リーマン                                            |
| アレクサンダー・コルダ賞 | 『コントロール』                           | アントン・コービン                  | トニー・ウィルソン イアン・カーティス                                                                                         |
| アレクサンダー・コルダ賞 | 『イースタン・プロミス』                   | デヴィッド・クローネンバーグ        | ポール・ウェブスター ロバート・ラントス                                                                                       |
| 2008年（第62回）         |                                            |                                     | |
| アレクサンダー・コルダ賞 | 『マン・オン・ワイヤー』                   | ジェームズ・マーシュ                | サイモン・チン |
| アレクサンダー・コルダ賞 | 『HUNGER/ハンガー』                        | スティーヴ・マックイーン            | ローラ・ヘイスティングス・スミス ロビン・グッチ                                                                               |
| アレクサンダー・コルダ賞 | 『ヒットマンズ・レクイエム』               | マーティン・マクドナー              | グレアム・ブロードベント ピート・チャーニン                                                                                   |
| アレクサンダー・コルダ賞 | 『マンマ・ミーア!』                        | フィリダ・ロイド                    | ジュディ・クレーマー ベニー・アンダーソン ビョルン・ウルヴァース フィリダ・ロイド トム・ハンクス リタ・ウィルソン             |
| アレクサンダー・コルダ賞 | 『スラムドッグ$ミリオネア』                | ダニー・ボイル ラヴリーン・タンダン | クリスチャン・コルソン |
| 2009年（第63回）         |                                            |                                     | |
| 英国作品賞               | 『フィッシュ・タンク』                     | アンドレア・アーノルド              | キース・カサンダー ニック・ローズ アンドレア・アーノルド                                                                      |
| 英国作品賞               | 『17歳の肖像』                             | ロネ・シェルフィグ                  | フィノラ・ドワイヤー アマンダ・ポージー ロネ・シェルフィグ ニック・ホーンビィ                                                 |
| 英国作品賞               | In the Loop                                | アーマンド・イヌアッチ              | ケヴィン・ローダー アダム・タンディ アーマンド・イヌアッチ ジェシー・アームストロング サイモン・ブラックウェル トニー・ローチ |
| 英国作品賞               | 『月に囚われた男』                         | ダンカン・ジョーンズ                | スチュアート・フェネガン トルーディ・スタイラー ダンカン・ジョーンズ ネイサン・パーカー                                       |
| 英国作品賞               | 『ノーウェアボーイ ひとりぼっちのあいつ』  | サム・テイラー＝ウッド              | ロバート・バーンスタイン ダグラス・レイ ケヴィン・ローダー サム・テイラー＝ウッド マット・グリーンハルシュ                    |

### 2010年代
| 部門             | 映画                                                    | 監督                                    | プロデューサー |
| ---------------- | ------------------------------------------------------- | --------------------------------------- | --- |
| 2010年（第64回） |                                                         |                                         | |
| 英国作品賞       | 『英国王のスピーチ』                                    | トム・フーパー                          | トム・フーパー イアン・キャニング エミール・シャーマン ガレス・アンウィン                                                       |
| 英国作品賞       | 『127時間』                                             | ダニー・ボイル                          | ダニー・ボイル クリスチャン・コルソン ジョン・スミッソン                                                                        |
| 英国作品賞       | 『家族の庭』                                            | マイク・リー                            | ジョージナ・ロウ |
| 英国作品賞       | Four Lions                                              | クリス・モリス                          | クリス・モリス マーク・ハーバート ダリン・シュレシンジャー                                                                      |
| 英国作品賞       | 『ファクトリー・ウーマン』                              | ナイジェル・コール                      | ナイジェル・コール スティーヴン・ウーリー エリザベス・カールセン                                                                |
| 2011年（第65回） |                                                         |                                         | |
| 英国作品賞       | 『裏切りのサーカス』                                    | トーマス・アルフレッドソン              | トーマス・アルフレッドソン エリック・フェルナー ブリジット・オコナー ピーター・ストローハン ロビン・スロヴォ ティム・ビーヴァン |
| 英国作品賞       | 『少年は残酷な弓を射る』                                | リン・ラムジー                          | ジェニファー・フォックス ロリー・ステュアート・キニア リュック・ローグ ロバート・サレルノ Lynne Ramsay                          |
| 英国作品賞       | 『SHAME -シェイム-』                                    | スティーブ・マックイーン                | スティーブ・マックイーン アビ・モーガン エミール・シャーマン イアン・カニング                                                   |
| 英国作品賞       | 『アイルトン・セナ 〜音速の彼方へ』                     | アシフ・カパディア                      | アシフ・カパディア ティム・ビーヴァン エリック・フェルナー ジェームズ・ゲイ＝リース マニッシュ・パンディ                        |
| 英国作品賞       | 『マリリン 7日間の恋』                                  | サイモン・カーティス                    | サイモン・カーティス エイドリアン・ホッジス デヴィッド・パーフィット ハーヴェイ・ワインスタイン                                 |
| 2012年（第66回） |                                                         |                                         | |
| 英国作品賞       | 『007 スカイフォール』                                  | サム・メンデス                          | サム・メンデス マイケル・G・ウィルソン バーバラ・ブロッコリ ニール・パーヴィス ロバート・ウェイド ジョン・ローガン              |
| 英国作品賞       | 『アンナ・カレーニナ』                                  | ジョー・ライト                          | ジョー・ライト ティム・ビーヴァン エリック・フェルナー ポール・ウェブスター トム・ストッパード                                  |
| 英国作品賞       | 『マリーゴールド・ホテルで会いましょう』                | ジョン・マッデン                        | ジョン・マッデン グレアム・ブロードベント ピーター・チャーニン オリヴァー・パーカー                                             |
| 英国作品賞       | 『レ・ミゼラブル』                                      | トム・フーパー                          | トム・フーパー ティム・ビーヴァン エリック・フェルナー デブラ・ヘイワード キャメロン・マッキントッシュ                          |
| 英国作品賞       | 『セブン・サイコパス』                                  | マーティン・マクドナー                  | マーティン・マクドナー グレアム・ブロードベント ピーター・チャーニン                                                            |
| 2013年（第67回） |                                                         |                                         | |
| 英国作品賞       | 『ゼロ・グラビティ』                                    | アルフォンソ・キュアロン                | アルフォンソ・キュアロン デヴィッド・ハイマン ホナス・キュアロン                                                                |
| 英国作品賞       | 『マンデラ 自由への長い道』                             | ジャスティン・チャドウィック            | ジャスティン・チャドウィック アナント・シン デヴィッド・M・トンプソン ウィリアム・ニコルソン                                    |
| 英国作品賞       | 『あなたを抱きしめる日まで』                            | スティーヴン・フリアーズ                | ガブリエル・ターナ スティーヴ・クーガン トレイシー・シーウォード                                                                |
| 英国作品賞       | 『ラッシュ/プライドと友情』                             | ロン・ハワード                          | ロン・ハワード アンドリュー・イートン ピーター・モーガン                                                                        |
| 英国作品賞       | 『ウォルト・ディズニーの約束』                          | ジョン・リー・ハンコック                | アリソン・オーウェン イアン・コリー、フィリップ・ステュアー ケリー・マーセル スー・スミス                                       |
| 英国作品賞       | The Selfish Giant                                       | クリオ・バーナード                      | Tracy O'Riordan |
| 2014年（第68回） |                                                         |                                         | |
| 英国作品賞       | 『博士と彼女のセオリー』                                | ジェームズ・マーシュ                    | ティム・ビーヴァン エリック・フェルナー リサ・ブルース アンソニー・マッカーテン                                                 |
| 英国作品賞       | 『ベルファスト71』                                      | ヤン・ドマンジュ                        | アンガス・ラモント ロビン・グッチ                                                                                               |
| 英国作品賞       | 『パディントン』                                        | ポール・キング                          | デヴィッド・ハイマン |
| 英国作品賞       | 『パレードへようこそ』                                  | マシュー・ワーカス                      | デヴィッド・リヴィングストーン ステファン・ベレズフォード                                                                       |
| 英国作品賞       | 『イミテーション・ゲーム/エニグマと天才数学者の秘密』   | モルテン・ティルドゥム                  | ノーラ・グロスマン アイドー・オストロウスキー テディ・シュワルツマン                                                            |
| 英国作品賞       | 『アンダー・ザ・スキン 種の捕食』                       | ジョナサン・グレイザー                  | ジェームズ・ウィルソン ニック・ウェクスラー ウォルター・キャンベル                                                              |
| 2015年（第69回） |                                                         |                                         | |
| 英国作品賞       | 『ブルックリン』                                        | ジョン・クローリー                      | アマンダ・ポージー フィノーラ・ドワイヤー トーステン・シューマッハー ベス・パッティンソン                                       |
| 英国作品賞       | 『さざなみ』                                            | アンドリュー・ヘイ                      | トリスタン・ゴリハー |
| 英国作品賞       | 『AMY エイミー』                                        | アシフ・カパディア                      | ジェームズ・ゲイ＝リース |
| 英国作品賞       | 『リリーのすべて』                                      | トム・フーパー                          | ゲイル・マトラックス アン・ハリソン ティム・ビーヴァン エリック・フェルナー トム・フーパー                                      |
| 英国作品賞       | 『エクス・マキナ』                                      | アレックス・ガーランド                  | アンドリュー・マクドナルド アロン・ライク                                                                                       |
| 英国作品賞       | 『ロブスター』                                          | ヨルゴス・ランティモス                  | ヨルゴス・ランティモス セシー・デンプシー エド・ギニー リー・マギデイ                                                           |
| 2016年（第70回） |                                                         |                                         | |
| 英国作品賞       | 『わたしは、ダニエル・ブレイク』                        | ケン・ローチ                            | レベッカ・オブライエン |
| 英国作品賞       | 『アメリカン・ハニー』                                  | アンドレア・アーノルド                  | Thomas Benski Lars Knudsen Jay Van Hoy Lucas Ochoa Pouya Shahbazian Alice Weinberg                                              |
| 英国作品賞       | 『否定と肯定』                                          | ミック・ジャクソン                      | ゲイリー・フォスター ラス・クラスノフ                                                                                           |
| 英国作品賞       | 『ファンタスティック・ビーストと魔法使いの旅』          | デヴィッド・イェーツ                    | デヴィッド・ハイマン J・K・ローリング スティーヴ・クローヴス ライオネル・ウィグラム                                             |
| 英国作品賞       | Notes on Blindness                                      | ピート・ミドルトン ジェームズ・スピニー | Mike Brett Jo Jo Ellison Steve Jamison Pete Middleton James Spinney Alex Usborne                                                |
| 英国作品賞       | 『アンダー・ザ・シャドウ 影の魔物』                     | ババク・アンバリ                        | Emily Leo Oliver Roskill Lucan Toh                                                                                              |
| 2017年（第71回） |                                                         |                                         | |
| 英国作品賞       | 『スリー・ビルボード』                                  | マーティン・マクドナー                  | グレアム・ブロードベント ピート・チャーニン マーティン・マクドナー                                                              |
| 英国作品賞       | 『ウィンストン・チャーチル/ヒトラーから世界を救った男』 | ジョー・ライト                          | ティム・ビーヴァン リサ・ブルース エリック・フェルナー アンソニー・マクカーテン ダグラス・アーバンスキー                        |
| 英国作品賞       | 『スターリンの葬送狂騒曲』                              | アーマンド・イアヌッチ                  | ヤン・ゼヌー ローラン・ゼトゥンヌ ニコラ・デュヴァル・アダソフスキ ケヴィン・ローダー                                           |
| 英国作品賞       | 『ゴッズ・オウン・カントリー』                          | フランシス・リー                        | Manon Ardisson Jack Tarling |
| 英国作品賞       | 『レディ・マクベス』                                    | ウィリアム・オルドロイド                | Fodhla Cronin O'Reilly |
| 英国作品賞       | 『パディントン2』                                       | ポール・キング                          | デヴィッド・ハイマン |
| 2018年（第72回） |                                                         |                                         | |
| 英国作品賞       | 『女王陛下のお気に入り』                                | ヨルゴス・ランティモス                  | セシ・デンプシー エド・ギニー リー・マジデイ ヨルゴス・ランティモス                                                             |
| 英国作品賞       | Beast                                                   | マイケル・ピアース                      | Kristian Brodie Lauren Dark Ivana MacKinnon                                                                                     |
| 英国作品賞       | 『ボヘミアン・ラプソディ』                              | ブライアン・シンガー                    | グレアム・キング ジム・ビーチ ロバート・デ・ニーロ ピーター・オーベルト ブライアン・メイ ロジャー・テイラー                     |
| 英国作品賞       | 『マックイーン:モードの反逆児』                         | イアン・ボノート                        | イアン・ボノート Andee Ryder Nick Taussig Paul Van Carter                                                                       |
| 英国作品賞       | 『僕たちのラストステージ』                              | ジョン・S・ベアード                     | フェイ・ウォード |
| 英国作品賞       | 『ビューティフル・デイ』                                | リン・ラムジー                          | パスカル・コシュトゥー ローザ・アッタブ ジェームズ・ウィルソン レベッカ・オブライエン リン・ラムジー                            |
| 2019年（第73回） |                                                         |                                         | |
| 英国作品賞       | 『1917 命をかけた伝令』                                 | サム・メンデス                          | サム・メンデス ピッパ・ハリス カラム・マクドゥガル ブライアン・オリヴァー                                                       |
| 英国作品賞       | Bait                                                    | マーク・ジェンキン                      | Kate Byers Linn Waite Denzil Monk                                                                                               |
| 英国作品賞       | 『娘は戦場で生まれた』                                  | ワアド・アル＝カデブ エドワード・ワッツ | ワアド・アル＝カデブ |
| 英国作品賞       | 『ロケットマン』                                        | デクスター・フレッチャー                | アダム・ボーリング デヴィッド・ファーニッシュ デヴィッド・リード マシュー・ヴォーン                                             |
| 英国作品賞       | 『家族を想うとき』                                      | ケン・ローチ                            | レベッカ・オブライエン |
| 英国作品賞       | 『2人のローマ教皇』                                     | フェルナンド・メイレレス                | ダン・リン ジョナサン・アイリッヒ トレイシー・シーワード                                                                        |

### 2020年代
| 部門             | 映画                                           | 監督                                    | プロデューサー |
| ---------------- | ---------------------------------------------- | --------------------------------------- | --- |
| 2020年（第74回） |                                                |                                         | |
| 英国作品賞       | 『プロミシング・ヤング・ウーマン』             | エメラルド・フェネル                    | エメラルド・フェネル トム・アッカーリー ベン・ブラウニング アシュリー・フォックス ジョシー・マクナマラ マーゴット・ロビー                            |
| 英国作品賞       | Calm with Horses                               | ニック・ローランド                      | Daniel Emmerson |
| 英国作品賞       | 『時の面影』                                   | サイモン・ストーン                      | Gabrielle Tana Ellie Wood Carolyn Marks Blackwood Murray Ferguson                                                                                    |
| 英国作品賞       | 『ファーザー』                                 | フローリアン・ゼレール                  | フィリップ・カルカソンヌ サイモン・フレンド ジャン＝ルイ・リヴィ デヴィッド・パーフィット クリストフ・スパドーン                                     |
| 英国作品賞       | 『獣の棲む家』                                 | レミ・ウィークス                        | エドワード・キング マーティン・ジェントルズ ロイ・リー エイダン・エリオット アーノン・ミルチャン                                                     |
| 英国作品賞       | Limbo                                          | ベン・シャーロック                      | Irune Gurtubai Angus Lamont |
| 英国作品賞       | 『モーリタニアン 黒塗りの記録』                | ケヴィン・マクドナルド                  | Adam Ackland Michael Bronner ベネディクト・カンバーバッチ Leah Clarke Christine Holder Mark Holder Beatriz Levin Lloyd Levin Branwen Prestwood-Smith |
| 英国作品賞       | Mogul Mowgli                                   | バッサム・ターリク                      | Riz Ahmed Thomas Benski Bennett McGhee Michael Peay                                                                                                  |
| 英国作品賞       | 『Rocks/ロックス』                             | サラ･ガヴロン                           | Ameenah Ayub Allen Faye Ward |
| 英国作品賞       | 『セイント・モード/狂信』                      | ローズ・グラス                          | アンドレア・コーンウェル オリヴァー・カスマン |
| 2021年（第75回） |                                                |                                         | |
| 英国作品賞       | 『ベルファスト』                               | ケネス・ブラナー                        | ケネス・ブラナー ローラ・バーウィック ベッカ・コヴァチック テイマー・トーマス                                                                        |
| 英国作品賞       | 『アフター・ラヴ』                             | アリーム・カーン                        | Matthieu de Braconier Gabrielle Dumon |
| 英国作品賞       | Ali & Ava                                      | クリオ・バーナード                      | Tracy O'Riordan |
| 英国作品賞       | 『ボイリング・ポイント/沸騰』                  | フィリップ・バランティーニ              | Hester Ruoff Bart Ruspoli |
| 英国作品賞       | 『シラノ』                                     | ジョー・ライト                          | ティム・ビーヴァン エリック・フェルナー ガイ・ヒーリー                                                                                               |
| 英国作品賞       | Everybody's Talking About Jamie                | ジョナサン・バターレル                  | Mark Herbert Peter Carlton アーノン・ミルチャン |
| 英国作品賞       | 『ハウス・オブ・グッチ』                       | リドリー・スコット                      | リドリー・スコット ジャンニア・ファシオ ケヴィン・J・ウォルシュ マーク・ハッファム                                                                   |
| 英国作品賞       | 『ラストナイト・イン・ソーホー』               | エドガー・ライト                        | ティム・ビーヴァン エリック・フェルナー ナイラ・パーク エドガー・ライト                                                                              |
| 英国作品賞       | 『007/ノー・タイム・トゥ・ダイ』               | キャリー・フクナガ                      | バーバラ・ブロッコリ マイケル・G・ウィルソン |
| 英国作品賞       | 『PASSING -白い黒人-』                         | レベッカ・ホール                        | Nina Yang Bongiovi フォレスト・ウィテカー Margot Hand Rebecca Hall                                                                                   |
| 2022年（第76回） |                                                |                                         | |
| 英国作品賞       | 『イニシェリン島の精霊』                       | マーティン・マクドナー                  | グレアム・ブロードベント ピーター・チャーニン マーティン・マクドナー                                                                                 |
| 英国作品賞       | 『aftersun/アフターサン』                      | シャーロット・ウェルズ                  | アデル・ロマンスキー エイミー・ジャクソン バリー・ジェンキンス マーク・セリャク                                                                      |
| 英国作品賞       | Brian and Charles                              | ジム・アーチャー                        | ジム・アーチャー Rupert Majendie David Earl Chris Hayward                                                                                            |
| 英国作品賞       | 『エンパイア・オブ・ライト』                   | サム・メンデス                          | サム・メンデス ピッパ・ハリス |
| 英国作品賞       | 『グッド・ラック・トゥ・ユー、レオ・グランデ』 | ソフィー・ハイド                        | ソフィー・ハイド デビー・グレイ エイドリアン・ポリトウスキー ケイティ・ブランド                                                                      |
| 英国作品賞       | 『生きる LIVING』                              | オリヴァー・ハーマナス                  | オリヴァー・ハーマナス エリザベス・カールセン スティーヴン・ウーリー カズオ・イシグロ                                                                |
| 英国作品賞       | 『マチルダ・ザ・ミュージカル』                 | マシュー・ウォーチャス                  | マシュー・ウォーチャス ティム・ビーヴァン エリック・フェルナー ジョン・フィン ルーク・ケリー デニス・ケリー                                          |
| 英国作品賞       | 『ウエスト・エンド殺人事件』                   | トム・ジョージ                          | トム・ジョージ ジーナ・カーター ダミアン・ジョーンズ マーク・チャペル                                                                                |
| 英国作品賞       | 『スイマーズ: 希望を託して』                   | サリー・エル・ホセイニ                  | サリー・エル・ホセイニ ジャック・ソーン |
| 英国作品賞       | 『聖なる証』                                   | セバスティアン・レリオ                  | セバスティアン・レリオ エド・ギニー ジュリエット・ハウエル アンドリュー・ロウ テッサ・ロス アリス・バーチ エマ・ドナヒュー                           |
| 2023年（第77回） |                                                |                                         | |
| 英国作品賞       | 『関心領域』                                   | ジョナサン・グレイザー                  | ジェームス・ウィルソン エヴァ・プシュチンスカ |
| 英国作品賞       | 『異人たち』                                   | アンドリュー・ヘイ                      | グレアム・ブロードベント ピーター・チャーニン サラ・ハーベイ                                                                                         |
| 英国作品賞       | How to Have Sex                                | モリー・マニング・ウォーカー            | Emily Leo Ivana MacKinnon Konstantinos Kontovrakis                                                                                                   |
| 英国作品賞       | 『ナポレオン』                                 | リドリー・スコット                      | リドリー・スコット ケヴィン・J・ウォルシュ マーク・ハッファム ホアキン・フェニックス                                                                 |
| 英国作品賞       | The Old Oak                                    | ケン・ローチ                            | レベッカ・オブライエン |
| 英国作品賞       | 『哀れなるものたち』                           | ヨルゴス・ランティモス                  | ヨルゴス・ランティモス エド・ギニー アンドリュー・ロウ エマ・ストーン                                                                                |
| 英国作品賞       | 『ライ・レーン』                               | レイン・アレン・ミラー                  | Yvonne Isimeme Ibazebo Damian Jones |
| 英国作品賞       | Saltburn                                       | エメラルド・フェネル                    | エメラルド・フェネル Josey McNamara マーゴット・ロビー                                                                                               |
| 英国作品賞       | Scrapper                                       | シャーロット・リーガン                  | Theo Barrowclough |
| 英国作品賞       | 『ウォンカとチョコレート工場のはじまり』       | ポール・キング                          | デヴィッド・ハイマン アレクサンドラ・ダービシャー ルーク・ケリー                                                                                     |
| 2024年（第78回） |                                                |                                         | |
| 英国作品賞       | 『教皇選挙』                                   | エドワード・ベルガー                    | テッサ・ロス ジュリエット・ハウエル マイケル・A・ジャックマン ピーター・ストローハン                                                                 |
| 英国作品賞       | Bird                                           | アンドレア・アーノルド                  | アンドレア・アーノルド テッサ・ロス ジュリエット・ハウウェル リー・グルームブリッジ                                                                  |
| 英国作品賞       | 『ブリッツ ロンドン大空襲』                    | スティーヴ・マックィーン                | スティーヴ・マックィーン ティム・ビーヴァン エリック・フェルナー アニタ・オーヴァーランド                                                            |
| 英国作品賞       | 『グラディエーターII 英雄を呼ぶ声』            | リドリー・スコット                      | リドリー・スコット ダグラス・ウィック ルーシー・フィッシャー マイケル・プルス デヴィッド・スカルパ ピーター・クレイグ                                |
| 英国作品賞       | Hard Truths                                    | マイク・リー                            | ジョージナ・ロウ |
| 英国作品賞       | 『KNEECAP/ニーキャップ』                       | リッチ・ペピアット                      | Trevor Birney Jack Tarling Naoise Ó Cairealláin Liam Óg Ó Hannaidh JJ Ó Dochartaigh                                                                  |
| 英国作品賞       | 『リー・ミラー 彼女の瞳が映す世界』            | エレン・クラス                          | ケイト・ソロモン ケイト・ウィンスレット リズ・ハンナ マリオン・ヒューム ジョン・コリー レム・ドブス                                                  |
| 英国作品賞       | Love Lies Bleeding                             | ローズ・グラス                          | Andrea Cornwell Oliver Kassman Weronika Tofilska |
| 英国作品賞       | The Outrun                                     | ノラ・フィングシャイト                  | Sarah Brocklehurst Dominic Norris Jack Lowden Saoirse Ronan Amy Liptrot                                                                              |
| 英国作品賞       | Wallace & Gromit: Vengeance Most Fowl          | ニック・パーク マーリン・クロッシンガム | Richard Beek Mark Burton |